# Telestichon
Ein Telestichon (von griechisch τέλος télos, deutsch ‚Ende‘ und griechisch στίχος stíchos, deutsch ‚Vers, Zeile‘) ist ein Text, zum Beispiel ein Gedicht, bei dem die Endbuchstaben der Zeilen von oben nach unten gelesen ein Wort oder die Endwörter einen Satz ergeben.
Das Telestichon gehört, wie das Akrostichon, das Mesostichon und das Akroteleuton sowohl zu den Kryptogrammen, also Geheimtexten, als auch zur Kategorie Rhetorische Figur. Es wird unter anderem als Form der Steganographie verwendet, also der Verschlüsselung von Nachrichten durch Einbettung in andere Zusammenhänge. In der Lyrik findet es sich in Lobgedichten oder als Widmung.

## Beispiele
Zwei Beispiele in Gedichten von Josef Mahlmeister (aus Kunterbunte Gedichte, 1985)
Ode an meine Katze
| Ob Du nun stark getigert, umbra grau, weiß oder schwarz bist bist Du ein Schatz, ein frecher Fratz Du bleibst doch unverkennbar Katze | Dein Wille, der so stark und fest ist, ist stets da Kein Fallen wird Dir je zu hart denn jeder noch so flinke Satz ist wohl überlegt getan, von Dir, der Katze |

Herbsträtsel
Sie leuchten in rot, grün und gelb
Sie fliegen auch ganz ohne Flügel
Sie liegen, wie schlafend, einfach da
Sie werden Kastanien zur Wiege
Sie tanzen im Wind ihr Ballett
Sie werden von uns gar geplättet
Sie verschönern so manche Allee
Wir nennen sie nur: die … r